# La Legió d'Honor
La Legió d'Honor és una obra lírica en 2 actes, amb llibret de Víctor Mora i Alzinelles i Lluís Capdevila i Vilallonga i música de Rafael Martínez Valls, estrenada al Teatre Nou de Barcelona, a l'Avinguda del Paral·lel, el 26 de febrer de 1930. La legió d’honor, és la segona de les sarsueles més populars i conegudes escrites i produïdes en català. Se la sol comparar amb Cançó d'amor i de guerra, obra dels mateixos autors estrenada el 1926. La Legió d'Honor utilitza el tema inicial de La Marsellesa i la sardana, com a símbols de resistència a la dictadura.
El llibret situa a una legió de soldats voluntaris catalans en un imaginari poble de Normandia a finals de la Primera Guerra Mundial. Amb un esperit clarament pacifista, l'obra relata diverses aventures, entre les quals destaca l'idil·li entre dos dels protagonistes, Carlota (soprano) i Manel (tenor).